# Žánr
Žánr (fran. genre – druh) je rozdělení konkrétních forem umění podle kritérií relevantních dané formě (např. literární žánr, filmový žánr, fotografický žánr, hudební žánr nebo videoherní žánr). Ve všech odvětvích umění jsou však žánry neurčité kategorie bez pevných hranic a jsou určeny především zažitými konvencemi. Mnoho děl pak jde napříč několika žánry a používá a kombinuje tyto konvence, často zde dochází ke vzájemnému prolínání jednotlivých žánrů, případně i k jejich vzájemnému ovlivňování apod.

## Žánrové umění
V malířství se slovem žánr označuje malba, při níž je na pozadí města či vesnice zachycen běžný život zpravidla prostých anonymních lidí. Nejde zde tedy o zobrazení či dokonce oslavu konkrétních osob, měst či krajiny, ale pouze o zobrazení divácky vděčné pracovní, obchodní, bitevní atd. scény. Ta může mít i komické vyznění. Žánr byl oblíben především ve druhé polovině osmnáctého a po celé devatenácté století. — Stejný význam má žánr i v literatuře (mluví se o „žánrovém obrázku“). Je typický pro literaturu přelomu 19. a 20. století (v Čechách se s ním setkáváme např. v tvorbě Ignáta Herrmanna či Jana Morávka).